# معاملة المثليين في لاتفيا
قد يواجه الأشخاص من المثليين والمثليات ومزدوجي التوجه الجنسي والمتحولين جنسياً (اختصاراً: LGBT) في لاتفيا
تحديات قانونية لا يواجهها غيرهم من المغايرين جنسيا. يعتبر كل من النشاط الجنسي المثلي بين الذكور وبين الإناث قانونيا، لكن المنازل التي يعيش فيها الشركاء المثليون غير مؤهلة للحصول على نفس الحماية القانونية المتاحة للأزواج المغايرين. لايقدر الشركاء المثليون على الزواج أو التبني، كما لا تعترف لاتفيا بالشراكات المسجلة.
سمح المسار الديمقراطي في لاتفيا للمثليات والمثليين جنسيا بتأسيس المنظمات والمنشآت الثقافية مثل الحانات والنوادي والمحلات التجارية والمكتبات، ويمكن عقد الأحداث التعليمية وغيرها. ومع ذلك، لم يصل المجتمع بعد إلى مستوى عال من التسامح تجاههم. في نوفمبر 2014، أعلن وزير الخارجية إدغارز رينكيفيتش عن مثليته الجنسية عبر تويتر، ليصبح أول مسؤول منتخب من مجتمع المثليين في البلاد.
أظهر مؤشر 2016 أن لاتفيا كانت أسوأ بلد في الاتحاد الأوروبي لكون الشخص مثلي الجنس.

## قانونية النشاط الجنسي المثلي
في عام 1992، بعد أن استعادت لاتفيا استقلالها عن الاتحاد السوفييتي، تم إلغاء تجريم المثلية الجنسية. وإقرار السن القانونية للنشاط الجنسي على 16 عاما بغض النظر عن الجندر و/أو الهوية الجنسية.

## الاعتراف القانوني بالعلاقات المثلية
لا تعترف لاتفيا بزواج المثليين، ولا بأي شكل من أشكال الشراكة المثلية.
في عام 2006، عدلت لاتفيا دستورها لحظر زواج المثليين. تنص المادة 110 من دستور لاتفيا على ما يلي: «على الدولة أن تحمي وتدعم الزواج والأسرة وحقوق الوالدين وحقوق الطفل. يجب على الدولة تقديم دعم خاص للأطفال المعوقين والأطفال الذين تركوا دون رعاية الوالدين أو الذين عانوا من العنف.» تم تعديل الفصل الأول من المادة 110 ليصبح نصه كما يلي: «تحمي الدولة الزواج وتدعمه - اتحاد بين رجل وامرأة، والأسرة، وحقوق الوالدين وحقوق الطفل».
في 30 يناير 2015، قدم أحد النواب اقتراحًا بقانون للشراكة، كان سيسمح «لأي شخصين» بتسجيل شراكة. وهذا من شأنه أن يمنح الشركاء المتساكنين نفس المزايا والالتزامات مثل الزواج. رفضت لجنة الشؤون القانونية هذا الاقتراح في 24 فبراير 2015. وتساءلت اللجنة عن نية تغيير القانون المدني، مع التركيز على الحظر الدستوري لزواج المثليين لعام 2006 ومدى فوائد شراكة «شبيهة بالزواج». سيكون، في حين تشير إلى أن أي شكل جديد من العلاقات قد تحتاج إلى البدء من الألف إلى الياء. أوضح فيكو سبوليتس، الذي قدم الاقتراح، أن إرفاق شرط شراكة محايدة جنسيا بالقانون المدني الحالي سيكون أسرع طريقة لكي يصبح مشروع القانون قانونًا. على الرغم من النكسة، ذكر سبوليتس أن المناقشات حول هذه القضية سوف تستمر مع ذلك. وعد عضو زميل في حزب الوحدة، إلزي فينكيل، منذ ذلك الحين بتطوير وتقديم مشروع قانون جديد. في مارس 2015، بدأ الحزب الثانوي «من أجل تنمية لاتفيا» تقديم عريضة عامة لتشريع قانون للشراكة، والذي ينص على الاعتراف بالشراكات المسجلة وغير المسجلة بين الشركاء مهما كان جنسهم. في أكتوبر عام 2018، دعا أمين المظالم المشرعين إلى إقرار قانون الشراكة للشركاء المغايرين والشركاء المثليين، مشيرًا إلى الإحصائيات التي أظهرت أن حوالي نصف أطفال لاتفيا يولدون خارج إطار الزواج، وأن هؤلاء يجب أن تتمتع عائلاتهم بالحماية والحقوق القانونية.

## التبني وتنظيم الأسرة
يسمح قانون لاتفيا لأي شخص يزيد عمره عن 25 سنة بالتبني. ومع ذلك، لا يجوز للأشخاص غير المتزوجين من بعضهم البعض أن يتبنوا نفس الطفل. وهذا يعني أنه بالنسبة للشركاء غير المتزوجين، يمكن لشريك واحد أن يتبنى الطفل. ومع ذلك، يمكن للشريكات المثليات الحصول على علاجات طفل الأنابيب وتقنيات الإخصاب بالمساعدة.

## الحماية من التمييز

خريطة لاتفيا مع علم فخر المثليين

في سبتمبر/أيلول 2006، مرر برلمان لاتفيا السايما، تعديلات على قانون العمل تحظر التمييز على أساس التوجه الجنسي في مكان العمل. كان البرلمان قد حذف هذه الحماية في البداية، لكن الرئيسة فيرا فايك فريبيرغا رفضت التوقيع على مشروع القانون حتى تمت إضافتها.

## الهوية الجنسية والتعبير	عنها
من الممكن تغيير الجنس جراحياً في لاتفيا وتغيير الهوية قانونياً ليعكس ذلك. لا يعرّف القانون اللاتفي «تغيير الجنس»، ولكن يجب تقديم شهادة طبية إلى السلطات من أجل تغيير نوع الجنس قانونًا. ومع ذلك، في عام 2004، أنكرت السلطات تغيير الهوية القانونية لشخص متحول خضع لتغيير جزئي في الجنس. الشخص الذي أبلغ عن معرفته بحالة أخرى تم فيها تغيير الجنس القانوني بعد تغيير جزئي في الجنس، اتخذ إجراءً قضائيا. حكمت المحكمة العليا في لاتفيا في عام 2008، أنه في هذه الحالة بالذات، كان ينبغي تغيير الهوية القانونية لأن السلطة قد فعلت ذلك في حالات مماثلة، وقد يواجه الشخص، الذي يعرف عن نفسه بالفعل كذكر، مجموعة متنوعة من القضايا بسبب تحديد القانون له كأنثى. وقد أدى ذلك إلى اقتراح تشريعي لعام 2009 بتعديل القوانين، الأمر الذي جعل من الإلزامي أن يخضع الأشخاص المتحولين جنسياً لعملية تعقيم (يمكن أن تتسبب في المزيد من التعقيدات القانونية) من أجل تغيير جنسهم القانوني. ومع ذلك، رفض البرلمان التعديلات.

## الخدمة العسكرية
يسمح للمثليين والمثليين ومزدوجي التوجه الجنسي بالخدمة علنا في القوات المسلحة اللاتفية.

## ظروف المعيشة

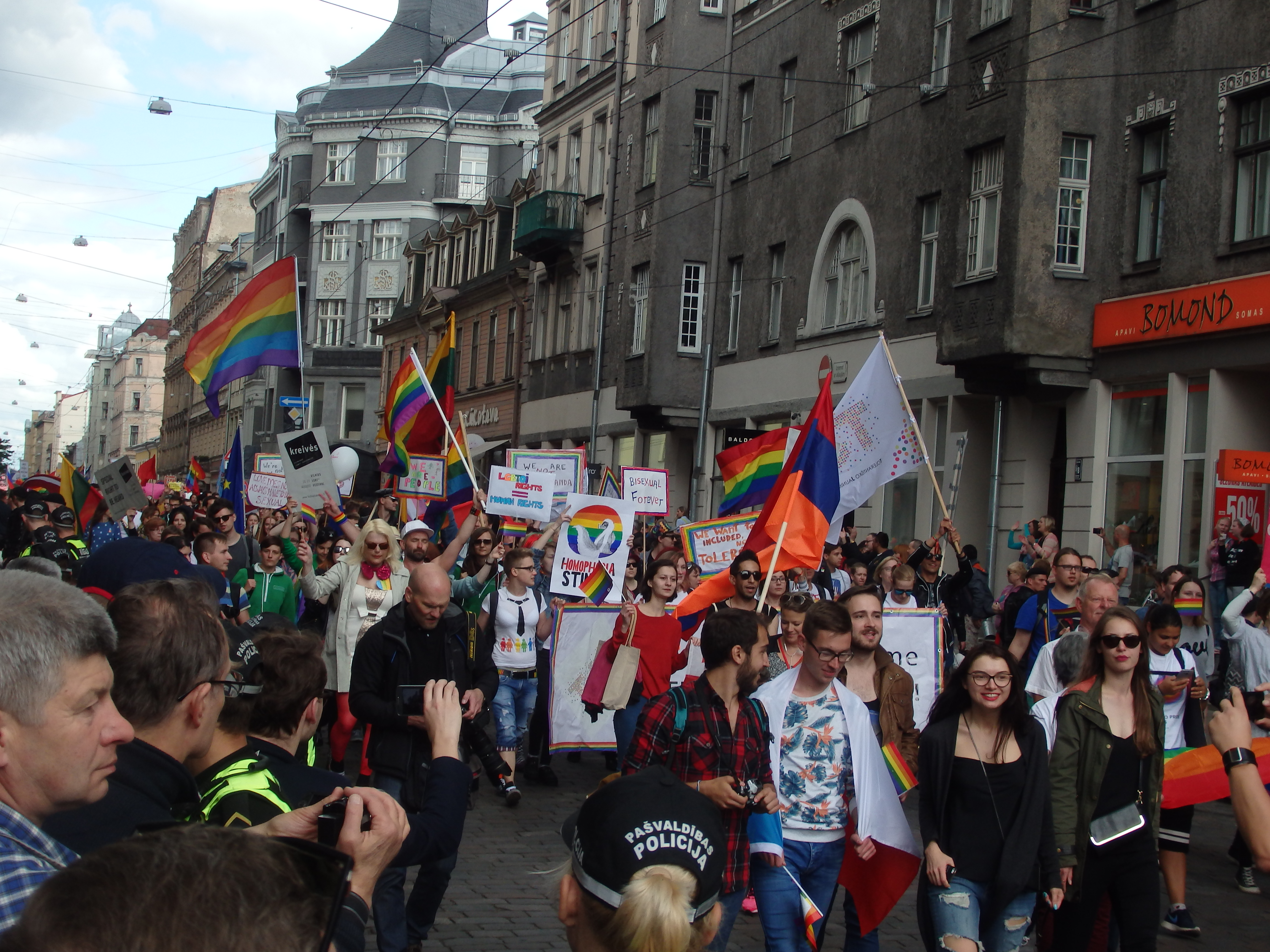
يوروبرايد في ريغا في عام 2015

فقط في العاصمة، ريغا، هناك حضور صغير لمجتمع المثليين. في أماكن أخرى في لاتفيا، ومع ذلك، فإن تفرق السكان وقلة عددهم يعني أنه لا يوجد حضور لمجتمع المثليين. هناك عدد قليل من الأشخاص البارزين علنا الذين يعرفون أنفسهم علنا على أنهم من مجتمع المثليين، على سبيل المثال الأمريكي لاتفيا الصحفي كارليس ستريبس، وزير الخارجية إدغارز رينكيفيتش، ونائبة عميد كلية ريغا للدراسات العليا في القانون سابقا ليندا فريماني. في الانتخابات البرلمانية لعام 2018، أعيد انتخاب رينكيفيتش كوزير للخارجية وأصبحت ماريا غولوبيفا أول سياسية مثلية بشكل علنا في لاتفيا، حيث فازت بمقعد عن حزب «التنمية/من أجل!» الذي أعلن نفسه حزبًا «مؤيدًا للمثليين».
معظم الناس في لاتفيا لديهم تحيزات ضد المثلية الجنسية، وعادة ما تكون متجذرة في العقلية الاجتماعية المحافظة والمفاهيم المسبقة العالقة التي تعود إلى الحقبة السوفياتية. مثال على ذلك هو الاعتقاد بأن المثلية الجنسية والولع بالأطفال هو ظواهر مرتبطة والخلط بينهما. ازدادت هذه المشاعر المناهضة للمثليين بشكل متزايد بحلول عام 2008، واستغلتها جماعات دينية مختلفة، وسياسيون.
غالباً ما يتم مهاجمة المثليين والمثليات في الشوارع أو في أماكن الاجتماع. لا يمكن للمثليات والمثليين جنسيا أن يوجهوا أي تهمة جنائية ضد مهاجميهم غير «الشغب».

## حراك حقوق المثليين في لاتفيا
في أعقاب المظاهرات العامة ضد المثليين في فخر ريغا في عام 2005، توحد بعض أعضاء مجتمع المثليين وأصدقائهم وأفراد عائلاتهم لتأسيس منظمة «موزايكا» من أجل تعزيز التسامح تجاه الأقليات الجنسية وحقوق المثليين في المجتمع اللاتفي. ردا على ذلك، تم تشكيل منظمة شاملة لتنسيق النشاط المناهض لحقوق المثليين في لاتفيا، في مجموعة «لا للفخر»، في الفترة التي سبقت فخر ريغا وأيام الصداقة 2006.

## الرأي العام
أظهر استطلاع يوروباروميتر نشر يوم ديسمبر 2006 أن 12% من الذين شملهم الاستطلاع في لاتفيا يؤيد زواج المثليين و 8% يؤيد تبني المثليين للأكفال (كان متوسط الاتحاد الأوروبي: 44% و 32% على التوالي).
وجد مؤشر يوروباروميتر لعام 2015 أن 19% من اللاتفيين يؤيدون زواج المثليين (كان متوسط الاتحاد الأوروبي: 61%). بالإضافة إلى ذلك، يعتقد 42٪ من اللاتفيين أن المثليين والمثليات يجب أن يتمتعوا بنفس الحقوق مثل الأشخاص المغايرين ويعتقد 23% أنه لا يوجد أي خطأ في العلاقة بين شخصين مثليين (كان متوسط الاتحاد الأوروبي: 71% و 67% على التوالي).

## ملخص
| قانونية النشاط الجنسي المثلي                                                             | (منذ عام 1992)                                                                                               |
| المساواة في السن القانوني للنشاط الجنسي                                                  | (منذ عام 1992)                                                                                               |
| قوانين مكافحة التمييز في التوظيف                                                         | (منذ عام 2006)                                                                                               |
| قوانين مكافحة التمييز في توفير السلع والخدمات                                            | No |
| قوانين مكافحة التمييز في جميع المجالات الأخرى (تتضمن التمييز غير المباشر، خطاب الكراهية) | No |
| زواج المثليين                                                                            | (حظر زواج المثليين منذ 2006، يتم الاعتراف بزواج المثليين المنعقد في الاتحاد الأوروبي لأغراض الهجرة منذ 2018) |
| الاعتراف القانوني بالعلاقات المثلية                                                      | No |
| السماح للشخص العازب بالتبني بغض النظر عن توجهه الحنسي                                    | Yes |
| تبني أحد الشريكين للطفل البيولوجي للشريك الآخر                                           | No |
| التبني المشترك للأزواج المثليين                                                          | No |
| يسمح للمثليين والمثليات الخدمة علناً في القوات المسلحة                                    | Yes |
| الحق بتغيير الجنس القانوني                                                               | Yes |
| علاج التحويل محظور على القاصرين                                                          | No |
| الحصول على أطفال أنابيب للمثليات                                                         | Yes |
| الأمومة التلقائية للطفل بعد الولادة                                                      | No |
| تأجير الأرحام التجاري للأزواج المثليين من الذكور                                         | (محظورا لجميع الأزواج بغض النظر عن التوجه الجنسي)                                                            |
| السماح للرجال الذين مارسوا الجنس الشرجي بالتبرع بالدم                                    | [ 30 ] |